# Грейсон, Пол
Пол Джеймс Грейсон MBE (англ. Paul James Greyson, родился 30 мая 1971 года в Чорли) — английский регбист, выступавший на протяжении своей карьеры за команду «Нортгемптон Сэйнтс» на позиции флай-хава; чемпион мира 2003 года в составе сборной Англии.

## Биография
Выступал до 1995 года за команды «Престон Грасхопперс», «Ватерлоо» и в молодёжном составе «Аккрингтон Стэнли». С 1995 по 2004 годы провёл 119 матчей за «Нортгемптон Сэйнтс» в Английской Премьер-Лиге, набрав 1238 очков. С учётом выступлений в Кубке Хейнекен в активе Грейсона — 259 игр и 2784 очка. Высшим достижением на клубном уровне Пола Грейсона является победа в Кубке Хейнекен сезона 1999/2000: в финале «Нортгемптон Сэйнтс» одержал победу над клубом «Манстер» со счётом 9:8, причём все 9 очков команда заработала после успешных штрафных, пробитых Грейсоном.
В составе сборной Англии Пол Грейсон дебютировал 16 декабря 1995 года в матче против сборной Западного Самоа, провёл всего 32 игры и набрал 400 очков. Последнюю игру провёл 6 марта 2004 года против Ирландии — и первый, и последний матч прошли на стадионе «Туикенем». По числу лет, проведённых в составе сборной, Грейсон уступает только Джонни Уилкинсону. В 2003 году Грейсон был в составе сборной Англии, победившей на чемпионате мира.
С лета 2004 по ноябрь 2012 годов Грейсон был тренером клуба «Нортгемптон Сэйнтс»: в первый год своей работы Грейсон был играющим тренером и сумел спасти команду от вылета из чемпионата Англии. Команду он покинул 20 ноября 2012 года.